# Nectria zealandica
Nectria zealandica är en svampart som beskrevs av Cooke 1879. Nectria zealandica ingår i släktet Nectria och familjen Nectriaceae.   Inga underarter finns listade i Catalogue of Life.